# Киселёв, Олег Викторович
Олег Викторович Киселёв (11 января 1967, Ярославль, РСФСР, СССР) — советский и российский гандболист. Олимпийский чемпион 1992 года. Заслуженный мастер спорта СССР (1992).

## Биография
Окончил Астраханский государственный политехнический институт в 1990 году.
Выступал за «Динамо» (Астрахань, 1984—1992), испанские клубы «Гранольерс» (Гранольерс, 1992—1994), «Бидасоа» (Ирун, 1994—1996), «Кантабрия» (Сантандер, 1996—1997), «Портланд Сан-Антонио» (Памплона, 1997—2004). С 2004 года на тренерской работе в испанских клубах.
В 1989—1997 годах входил в сборные СССР, СНГ, России.
В 2008—2010 годах — исполнительный директор ГК «Заря Каспия».

## Семья
Сын Олега Киселёва, Олег Киселёв выступает за испанские клубы.

## Достижения
- Олимпийский чемпион 1992.
- Участник Олимпийских игр 1996 (5-е место).
- Чемпион мира 1993.
- Чемпион Европы1996
- Серебряный призёр Чемпионата мира 1990, Чемпионата Европы 1994.
- Обладатель Кубка Европейских чемпионов 1994-95 и 2000—2001.
- Обладатель Кубка Кубков 1999-00 и 2003-04.
- Обладатель Суперкубка 1989.
- Победитель Игр доброй воли 1990.
- Чемпион Советского Союза 1989-00.
- Чемпион Испании 1994-95 и 1999-00.
- Обладатель Кубка Испании 1995-96 и 1998-99.